# Daisen (Tottori)
Daisen (大山町 Daisen-chō?) es un pueblo localizado en la prefectura de Tottori, Japón. En junio de 2019 tenía una población estimada de 15.727 habitantes y una densidad de población de 82,8 personas por km². Su área total es de 189,83 km².

## Geografía

### Localidades circundantes
- Prefectura de Tottori
  - Yonago
  - Hōki
  - Kōfu
  - Kotoura

## Demografía
Según los datos del censo japonés, esta es la población de Daisen en los últimos años.
| Año del censo | Población |
| ------------- | --------- |
| 1995          | 20.563    |
| 2000          | 19.561    |
| 2005          | 18.897    |
| 2010          | 17.491    |
| 2015          | 16.470    |
| 2020          | 15.370    |